# Jeffrey James Wood
Jeffrey James Wood  (1952) es un botánico inglés, especialista en orquídeas.
Es investigador en los Reales Jardines Botánicos de Kew.

## Algunas publicaciones
- Seidenfaden, G; JJ Wood. 1992. The Orchids of Peninsular Malaysia & Singapore. Fredensborg, Dinamrca: Olsen & Olsen
- Vermeulen, JJ; JJ Wood. 2007. Bulbophyllum plumatum Orchidaceae. Bot. Magazine 24: 2: 108-113
- Wood, JJ. 2008. Notes on Tyachoma, Tüberolabium and Parapteroceras (Orchidaceae). Nord. J.Bot. 10: 5: 481-486
- Wood, JJ. 2008. Two Interesting Species of Dendrochilum from Borneo. Malesian Orchid J. Vol 1
- Wood, JJ; A Lamb. 2008. A New Species of Cleisocentron from Borneo. Malesian Orchid J. Vol 1
- Lamb, A; JJ Wood, R Miadin. 2008.  Three New Orchids from Sabah, Malaysian Borneo. Malesian Orchid J. Vol 1
- Wood, JJ. 2008. New Orchids from Borneo. Malesian Orchid J. Vol 1

### Libros
- Wood, JJ; J Stewart; MW Chase; PJ Cribb (editor); CA Luer (editor). 1993. Thesaurus Woolwardiae Series: Orchids of the Marquis of Lothian, v. 1. Ed. Missouri Botanical Garden Press. 274 pp. ISBN 978-0-915279-18-0

- Wood, JJ; PJ Cribb (editor); CA Luer (editor); FH Woolward (ilustradora). 1993. Thesaurus Woolwardiae Orchids of the Marquis of Lothian: Dendrobium, v. 2. Ed. Missouri Bot. Garden Press. 64 pp. ISBN 978-0-915279-15-9

- Wood, JJ; JH Beaman; RS Beaman. Edts. John H. Beaman & Reed S. Beaman. 1994. The Plants of Mount Kinabalu 2 : Orchids. ISBN 0-947643-46-X

- Beaman, TE; JH Beaman; RS Beaman; JJ Wood. 2001. Orchids of Sarawak. Ed. Balogh Scientific Books. 584 pp. ISBN 983-812-045-6

- Wood, JJ; JH Beaman; RS Beaman. 2001. The Plants of Mount Kinabalu. Ed. Royal Botanic Gardens, Kew. ISBN 983-812-051-0

- Wood, JJ. 2001. Dendrochilum of Borneo. Ed. Natural History Publ. (Borneo) & Royal Botanic Gardens, Kew. xii + 371 pp. ISBN 983-812-047-2

- La abreviatura «J.J.Wood» se emplea para indicar a Jeffrey James Wood como autoridad en la descripción y clasificación científica de los vegetales.[2]

Posee cerca de 470 registros IPNI de sus identificaiones y clasificaciones de nuevas especies, las que publica habtitualmente en : C.L. Chan et al., Orchids of Borneo; Orchids of Sarawak 120; Orchid Rev.; Kew Bull.; Sandakania; Contr. Univ. Michigan Herb.; Orchids Penins. Malaysia & Singapore; Lindleyana; Orchidee; Nordic J. Bot.; Curtis's Bot. Mag.; Austral. Orchid Res.